# Chicha de jora
A la gastronomia del Perú s'anomenen amb el mot genèric de "chicha" les begudes fetes de dacsa. La més important varietat de chicha amb alcohol, és a dir, amb dacsa fermentada, és la chicha de jora, la qual beguda es fa amb maíz de jora (o, en tot cas, amb dacsa groga o blanca) quinoa, clavell d'espècia, panoja, sucre ros i abundant aigua.

## Preparació
Els grans de dacsa es recullen quan comencen a brollar i es molen després d'haver estat unes hores exposats a la llum solar. Posteriorment, es bullen amb els clavell d'espècia durant gairebé vuit hores, sempre afegint-ne aigua a mesura que va consumint-se. Posteriorment, després de colar el resultat, es deixa el producte dins una olla de fang barretjat amb panoja durant vuit dies, removent-lo cada vint-i-quatre hores i afegint-ne aigua i sucre ros a mesura que la barreja, que ha de ser provada diàriament, vagi fermentant.